# علیرضا عسگری
علیرضا عسگری (زاده ۲۰ دی ۱۳۳۹)سرتیپ بازنشسته سپاه پاسداران انقلاب اسلامی، معاون وزیر دفاع ایران در دولت محمد خاتمی و وبلاگ‌نویس بود که در اواخر ۲۰۰۷ در ترکیه ناپدید شد. گزارش‌هایی دربارهٔ ربوده‌شدن او توسط سازمان‌های اطلاعاتی آمریکا و اسرائیل منتشر شد.
گمانه زنی‌هایی پیرامون ربودن وی تا همکاری با سرویس‌های جاسوسی غربی منتشر گردید که صحت هیچ‌یک به‌درستی روشن نیست.
در ۲۷ دسامبر ۲۰۱۰ میلادی، روزنامه‌های اسرائیلی هاآرتس و یدیعوت اخرونوت با درج خبری بر روی وبگاه‌های خود، به نقل از یکی از نزدیکان ایهود باراک مدعی شدند که عسگری در سلول خود در زندان آیالون دست به خودکشی زده است.
دولت ایران نیز اعلام کرد که وی در زندان اسراییل به قتل رسیده است. پس از انتشار این اخبار حسین علایی از فرماندهان سابق سپاه پاسداران در یادداشتی در روزنامه ملت ما نوشت که «اگر عسگری در دوره خدمت بازداشت و «زودهنگام» بازنشسته نمی‌شد، شاید سرنوشت دیگری پیدا می‌کرد.» 
بنا بر گزارش‌ها، وی پس از خروج از ایران با سازمان‌های سیا و موساد همکاری کرده و بسیاری از اطلاعات فوق محرمانه سپاه پاسداران ایران و حزب الله لبنان را به این سازمان‌ها ارائه کرده است.

## زندگی شخصی
عسگری در ۱۳۳۹ در شهرری به دنیا آمد. وی همچنین ۲ فرزند دارد.
در دهه ۱۹۸۰ میلادی او یک کماندو سپاه پاسداران در لبنان بود. وی همچنین در دههٔ ۱۹۹۰ یکی از مأموران اطلاعاتی بلندپایهٔ ایران در لبنان بود و با حزب‌الله لبنان همکاری می‌کرد. بر اساس ادعای یک روزنامه اسرائیلی او مسئول انتقال خلبان اسیر اسرائیلی رون آراد به ایران بوده است. او پس از انتخاب محمود احمدی‌نژاد به ریاست جمهوری کنار گذاشته شد.
فرمانده وقت نیروی انتظامی ایران (اسماعیل احمدی‌مقدم) در اظهاراتی ضمن تأکید بر اینکه وی پناهنده نشده بلکه ربوده شده است گفت: «روزی که وی از فرماندهی سپاه کردستان مستقیماً به لبنان رفت، فتنه داخلی بین حزب‌الله و امل اتفاق افتاده و جنگ داخلی صورت گرفته بود و حاج رضا رفت تا این فتنه را مهار کند که موفق هم شد.
.... گام بزرگ دوم حاج رضا تشکیل حزب‌الله به عنوان یک حزب کامل با تمام ارکان نظامی، اطلاعاتی، فرهنگی، سیاسی و… بود… این فرد (رون آراد توسط گروه مقاومت مومنه در روستای   نبی‌شیط اسیر شده بود و نگهداری می‌شد که از آنجا هم ربوده شده بود و وقتی اسرائیلی‌ها مصطفی دیرانی از اعضای اصلی این گروه را ربودند، مطمئن شدند که رون آراد دست ایران نیست و سپاه نقشی نداشته ولی با این حال باز هم همه جا این موضوع را گردن ایران انداختند… در زمان بازداشت عسگری نزد آقای ناطق نوری بازرسی ویژه مقام معظم رهبری رفتم. در آن زمان حدود ۱۵ ماه از بازداشت علیرضا می‌گذشت و من گفتم انصاف نیست او این مدت در بازداشت باشد زیرا قرار مجرمیت صادر نشده بود که ایشان گفت من خودم پیگیر ماجرا هستم. آقای ناطق نوری همچنین گفت این همه آدم خیانت کردند و راست راست می‌گردند، حالا این حاج رضا که هزاران خدمت کرده اگر فرضاً خطایی هم کرده باشد، نباید خدماتش نادیده گرفته شود… انصافاً آقای ناطق نوری، شمخانی، رحیمی و دیگر دوستان پیگیر ماجرا بودند و بعدها هم شاهد بودیم هیچ‌کدام از اتهامات حاج رضا اثبات نشد… اطلاعات زیادی از ربوده شدن علیرضا عسگری وجود دارد؛ به عنوان مثال ماشینی که مأموران از آژانس بدون راننده گرفته بودند، جی پی اس آن قطع شده بود و ماشین در ساحل پیدا شد و اینها اطلاعات و مستنداتی است که سرویس اطلاعاتی ترکیه هم پذیرفته است.» وی گفت که یک روز پیش از مسافرت عسگری به ترکیه با وی دیدار داشته و اطلاعاتی از او دریافت کرده است.

## وبلاگ نویسی
وی از دوستان مهدی بوترابی مدیر سابق گروه سایت‌های پرشین بلاگ وی همچنین وبلاگی با نام دلارام داشت.

## ناپدید شدن
عسگری در ۷ دسامبر ۲۰۰۷ در استانبول ترکیه پس از پرواز از دمشق سوریه ناپدید شد. گزارشی حاکی از آن است عسگری در ترکیه قصد دیدار با یک دلال اروپایی اسلحه را داشته است. همسر علیرضا عسگری در این مورد می‌گوید که همسرش که پدر پنج فرزند است به ترکیه پناهنده نشده است و شواهد نشان می‌دهد که او ربوده شده است. او همچنین اعلام کرد که همسرش به خاطر تجارت روغن زیتون به سوریه سفر کرده است.
گزارش‌ها نشان می‌دهد که دو فرد دیگر اتاقی را در «هتل سیلان ترکیه» به مدت سه شب برای او رزرو کردند
ولی پس از رسیدن عسگری به ترکیه او به هتل ارزان قیمت «گیلان» رفت.
برخی از دیپلماتهای عرب اعلام کردند که عسگری توسط سازمان سیاآمریکا و موساد اسرائیل ربوده شده است. در ۶ مارس همان سال یکی از مسئولان بلندپایه پلیس ایران اعلام کرد که موضوع ربوده شدن عسگری امکان دارد درست باشد.
ایران چندین عضو وزات دفاع را برای بررسی موضوع به ترکیه فرستاد. همچنین از اینترپل خواسته شد که به موضوع رسیدگی کند.
روزنامه ایران اعلام کرد که عسگری توسط موساد و سیا دزدیده شده و تحت شکنجه آن‌ها قرار دارد. این گزارش توسط مقامات رسمی نظامی رد شد و آن‌ها اعلام کردند که از وضعیت کنونی عسگری اطلاعی ندارند.

### ربودن یا پناهندگی
روزنامه اسرائیلی هاآرتس و روزنامه الشرق الاوسط اعلام کردند که عسگری به آمریکا پناهنده شده است، اگرچه یک مقام سازمان اطلاعاتی آمریکا این موضوع را رد کرد. در ۸ مارس ۲۰۰۷ روزنامه واشینگتن پست در گزارشی اعلام کرد که عسگری به صورت داوطلبانه اطلاعاتی را دربارهٔ حزب‌الله لبنان و ارتباط این سازمان با ایران را دراختیار سازمان‌های جاسوسی غربی قرار داده است. در این میان او اطلاعاتی را نیز دربارهٔ انفجار در یک سربازخانهٔ آمریکا، در لبنان در سال ۱۹۸۳ را نیز داده است. اسرائیل هرگونه دخالت خود در مورد عسگری را تکذیب کردند.
هفته‌نامه نیوزویک، در اواسط سال ۲۰۱۴ (میلادی) ادعا کرد که عسگری پس از ناپدید شدن در ترکیه، اجازه پناهندگی از آمریکا را گرفته و به این کشور مهاجرت کرده است و همچنان در این کشور، تحت حمایت سازمان سیا، به زندگی ادامه می‌دهد.

### اظهارات خانواده
در آن زمان گزارش‌هایی مبنی بر خروج تعدادی از اعضای خانواده عسگری از ایران داده شد، ولی سایت فردا نیوز اعلام کرد که خانوادهٔ عسگری همچنان در تهران به سر می‌برند. در ۱۲ مارس ۲۰۰۷ همسر و دختر عسگری شکایت نامه‌ای را تسلیم سفارت ترکیه در ایران کردند و خواستار بازگرداندن عسگری شدند. در ۱۰ ژوئیه ۲۰۰۷ همسر عسگری اعلام کرد که نود درصد شواهد نشان می‌دهد که اسرائیل همسرش را ربوده است، اگرچه اطلاعی از وضعیت همسرش ندارد. همچنین دختر عسگری (زهرا عسگری) گفت: «مطمئنم که اسرائیل و آمریکا پدرم را ربوده‌اند.»

## شایعات پیرامون معاوضه
پس از آنکه ایران در سال ۲۰۰۷ پانزده تن از افراد نیروی دریایی انگلیس را دستگیر کرد اعلام شد که ایران قصد معاوضه آن‌ها را با عسگری دارد.

## افشای برنامه اتمی سوریه
در مارس ۲۰۰۹ هانس روله، روزنامه‌نگار آلمانی و رئیس پیشین ستاد برنامه‌ریزی وزارت دفاع آلمان (که بر روی فعالیت‌های هسته‌ای تمرکز دارد) طی مقاله‌ای در روزنامه نویه‌تسورشه تسایتونگ مدعی شد که اسرائیل با استفاده از اطلاعاتی که از عسکری به‌دست آورده بود، به تأسیسات هسته‌ای سوریه حمله کرده است. اسرائیل مدعی است، ایران بین ۱ تا ۲ میلیارد دلار برای راه‌اندازی این تأسیسات در سوریه به کرهٔ شمالی پرداخت کرده است.

## شایعه مرگ
در تاریخ ۲۷ دسامبر ۲۰۱۰ میلادی، روزنامه‌های اسرائیلی هاآرتس و یدیعوت اخرونوت با درج خبری بر روی وبگاه‌های خود، به نقل از یکی از نزدیکان ایهود باراک مدعی شدند که علیرضا عسگری در سلول خود در زندان آیالون دست به خودکشی زده است.
در پی انتشار این خبر، معاونت خاورمیانه و مشترک‌المنافع وزارت امور خارجه ایران ابراز نگرانی خود را در صورت صحت این خبر اعلام کرد. او همچنین این واقعه را به ماجرای ربودن دیپلمات‌های ایرانی در لبنان مرتبط دانست و ابراز امیدواری کرده که آن ۴ نفر هم با کمک مجامع جهانی آزاد شوند. علی‌اکبر صالحی وزیر وقت امور خارجه ایران در نامه‌ای به دبیرکل سازمان ملل متحد خواستار کمک برای پی‌بردن به سرنوشت علیرضا عسگری شد. او با اشاره به انتشار این خبر از سوی رسانه‌های اسرائیلی، گفت ظن ربودن عسگری توسط اسراییل تقویت شده و مسئولیت حفظ جان عسگری را مستقیماً بر عهده اسرائیل دانست.